# 一加手机6
一加手机6（OnePlus 6，外文常缩略为OP6）是中国大陆厂商一加推出的智能手机，于2018年5月17日发布。它是2017年发布的一加手机5T的继任者。

## 外部連結
- 一加手機6 （页面存档备份，存于）（简体中文）
- OnePlus 6 （页面存档备份，存于）（英文）

| 前任： 一加手機5T | 一加手機6 2018 | 繼任： 一加手機6T |